# Luigi Fontana (pittore)
Luigi Fontana (Monte San Pietrangeli, 9 febbraio 1827 – Monte San Pietrangeli, 27 dicembre 1908) è stato un pittore, scultore e architetto italiano, apprezzato anche come restauratore.

## Biografia
È stato allievo del pittore e litografo Gaetano Palmaroli (1800-1853).
Oltre che nella collegiata del suo paese nativo dove numerose sono le sue opere pittoriche e nel palazzo comunale possiamo ammirare sue opere in molte città delle Marche e del Lazio. 
A Roma opere pittoriche le troviamo nelle basiliche dei Santi Apostoli, di Basilica di San Lorenzo in Damaso, di San Giovanni in Laterano, di Santa Maria Maggiore, di Santa Maria sopra Minerva e nella cappella di San Giovanni Battista de La Salle.
Pitture in graffito nella facciata del palazzo Sinimberghi e del palazzo Ricci. Sue sculture sono presenti al Verano, nel palazzo Colonna, nella basilica dei Santi Apostoli, al Ministero dell'Industria ed a quello delle Finanze.
Nella cattedrale di Montefiascone sono presenti affreschi, dipinti e 40 statue.
Nella seconda metà dell'800 si occuperà di affrescare per intero la nuova chiesa Collegiata del suo paese natale, Monte San Pietrangeli.
Tra il 1896 ed il 1904 curò il rifacimento interno della cattedrale di Amelia: sono sue, o dei suoi allievi, statue, tele, affreschi e decorazioni.
Suoi dipinti sono presenti a Genazzano, Tivoli (Cattedrale di San Lorenzo e chiesa di Sant'Andrea) e Sutri.
Nelle Marche possiamo ammirare opere pittoriche a Tolentino (santuario di san Nicola).
A Filottrano fu l'architetto della villa Carradori.
Dipinti e sculture sono presenti nel duomo di Macerata.
Nella cattedrale di Montalto Marche vi sono diversi dipinti e due gruppi scultorei che sono tra le opere più significative dell'artista nelle Marche. Sempre nella stessa Montalto, realizzò la nuova addizione di Palazzo Sacconi tra il 1888 ed il 1904. A Grottazzolina opere pittoriche e quattro statue. Tele sono presenti a Fermo nel duomo, a San Filippo, nella chiesa dell'Angelo Custode e in quella della Pietà. Sempre a Fermo, nel palazzo del Municipio, il busto di Vittorio Emanuele II. A Malta si può ammirare una superba e colossale statua di San Filippo d'Argirio fusa in argento.
A Montefiore dell'Aso, nella Collegiata di Santa Lucia (opera del 1878) sono presenti numerosi affreschi.